# Cycloramphus mirandaribeiroi
Espèce
Statut de conservation UICN

 DD  : Données insuffisantes
Cycloramphus mirandaribeiroi est une espèce d'amphibiens de la famille des Cycloramphidae.

## Répartition
Cette espèce est endémique de État du Paraná au Brésil. Elle se rencontre à São João da Graciosa dans la municipalité de Morretes entre 50 et 150 m d'altitude dans la Serra do Mar.

## Description
Les mâles mesurent de 49 à 61 mm et les femelles de 62 à 69 mm.

## Étymologie
Cette espèce est nommée en l'honneur d'Alípio de Miranda-Ribeiro.

## Publication originale
- Heyer, 1983 : Variation and systematics of frogs of the genus Cycloramphus (Amphibia, Leptodactylidae). Arquivos de Zoologia, São Paulo, vol. 30, no 4, p. 235–339 (texte intégral).